# 2023년 1월 죽음
다음은 2023년 1월에 사망한 저명한 인물 목록이다.

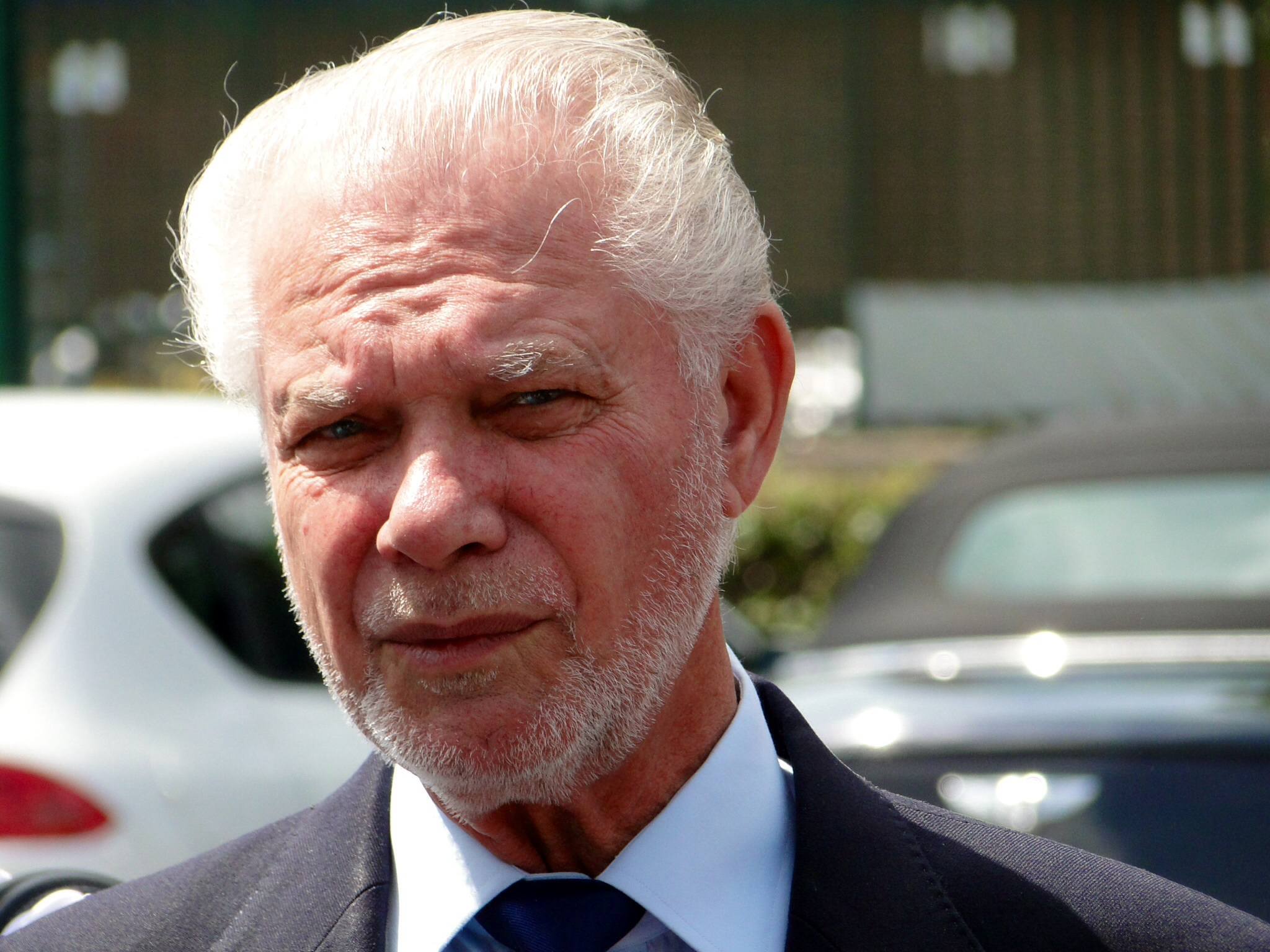
데이비드 골드

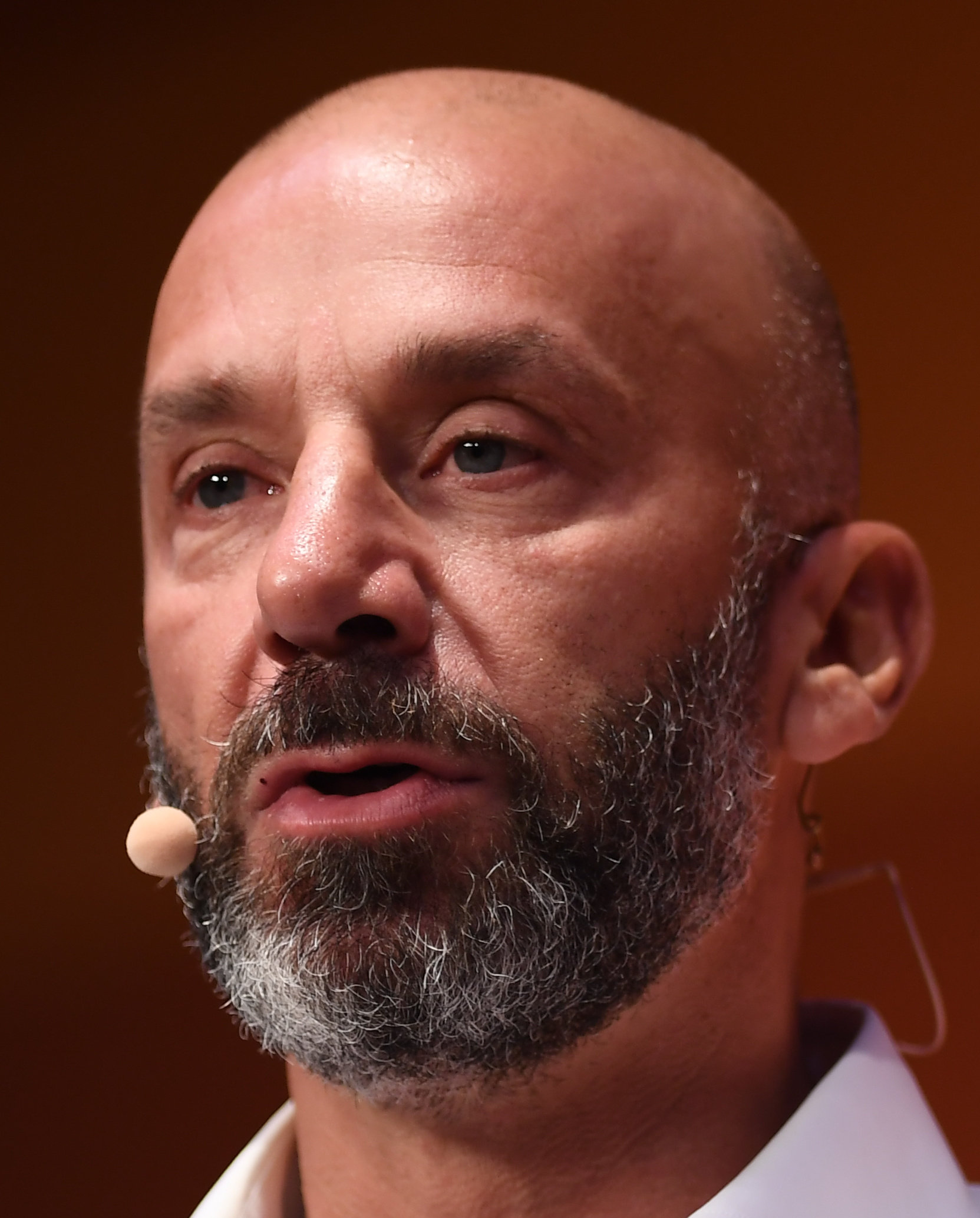
잔루카 비알리

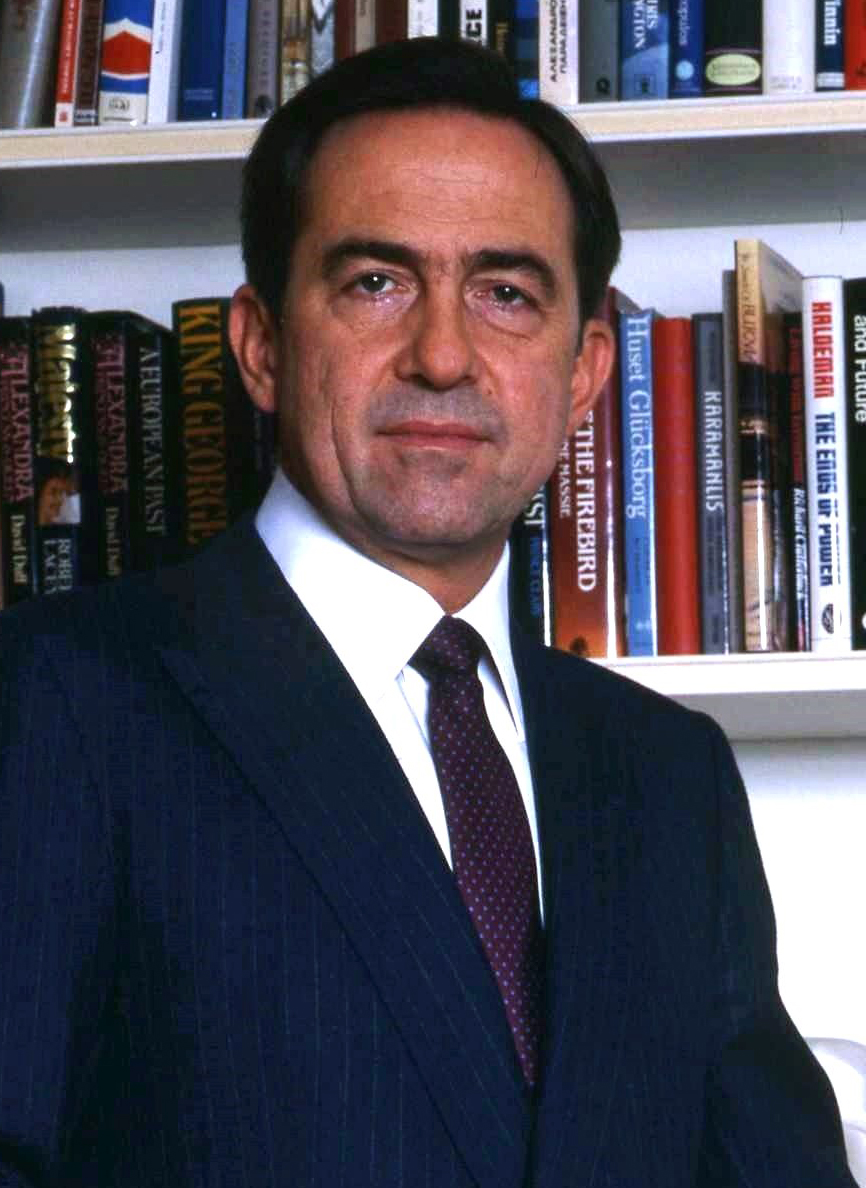
콘스탄티노스 2세

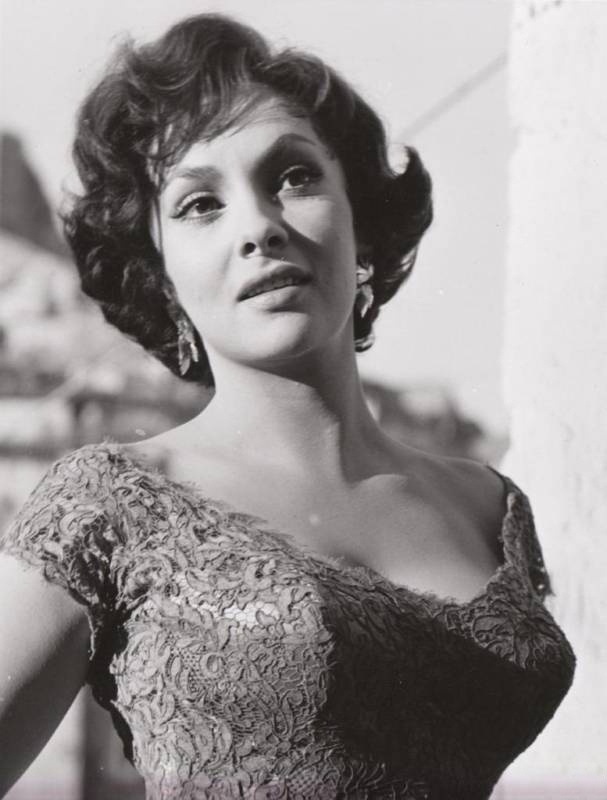
지나 롤로브리지다

- 1월 1일 - 미국의 여성래퍼 갱스타 부
- 1월 2일
  - 대한민국의 정치인 이학원
  - 미국의 스턴트 배우 켄 블록
  - 일본의 배우 노이리 토시키
- 1월 4일
  - 영국의 축구전문 기업인 데이비드 골드
  - 독일의 알파인스키선수 로지 미터마이어
- 1월 5일
  - 대한민국의 법조인 김덕주
  - 미국의 영화배우 얼 보엔
  - 대한민국의 국악음악가 정은하
  - 이탈리아의 축구선수 에르네스토 카스타노
  - 미국의 행동경제학자 허버트 긴티스
- 1월 6일 - 이탈리아의 축구선수 잔루카 비알리
- 1월 7일
  - 러시아의 수학자 유리 마닌
  - 미국의 영화배우 애덤 리치
  - 카메룬의 축구선수 모데스트 음바미
- 1월 9일
  - 대한민국의 정치인 고동주
  - 대한민국의 정치인 김부영
  - 미국의 영화배우 멀린다 딜런
  - 헝가리의 축구선수 메사로시 페렌츠
  - 일본의 수학자 사토 미키오
- 1월 10일
  - 대한민국의 법조인 김승진
  - 영국의 록 기타리스트 제프 벡
  - 대한민국의 정치인 최수환
  - 그리스 왕국의 마지막 국왕 콘스탄티노스 2세
  - 오스트레일리아의 추기경 조지 펠
- 1월 11일
  - 우즈베크 소비에트 사회주의 공화국의 정치인 라피크 니쇼노프
  - 바시키르 공화국의 정치인 무르타자 라히모프
  - 미국의 영화배우 캐롤 쿡
  - 독일의 영화배우 타탸나 파티츠
- 1월 12일
  - 잉글랜드의 작가 폴 존슨
  - 미국의 가수 리사 마리 프레슬리
- 1월 13일
  - 대한민국의 문학평론가 김재홍
  - 잉글랜드의 영화배우 줄리언 샌즈
- 1월 14일
  - 일본의 음악가 다카하시 유키히로
  - 대한민국의 정치인 이규상
  - 러시아의 영화배우 인나 추리코바
- 1월 16일
  - 이탈리아의 영화배우 지나 롤로브리지다
  - 소련과 리투아니아의 카누선수 블라다스 체슈나스
- 1월 17일
  - 프랑스의 수녀 뤼실 랑동
  - 루마니아의 영화배우 테오도르 코르반
- 1월 18일
  - 우크라이나의 정치인, 내무부 장관 데니스 모나스티르스키
  - 대한민국의 목사 이종윤
  - 미국의 가수 데이비드 크로스비
- 1월 19일
  - 대한민국의 정치인 김인규
  - 대한민국의 영화배우 윤정희
- 1월 21일
  - 대한민국의 야구선수, 야구감독 김영덕
  - 대한민국의 영화배우 나철
- 1월 22일 - 이란의 영화감독 호세인 샤하비
- 1월 23일
  - 일본의 야구선수 가도타 히로미쓰
  - 대한민국의 바둑기사 권갑용
  - 과테말라의 제47대 대통령 알바로 콜롬
- 1월 24일 - 대한민국의 정치인 천명수
- 1월 25일 - 미국의 영화배우 신디 윌리엄스
- 1월 26일 - 오스트레일리아의 인류학자 피오나 그레이엄
- 1월 27일 - 영국의 영화배우 실비아 사임스
- 1월 28일 - 이탈리아의 정치인 카를로 타베키오
- 1월 29일
  - 미국의 영화배우 애니 워싱
  - 미국의 화학자 윌 스테판
  - 대한민국의 경제학자 허수열
- 1월 31일
  - 대한민국의 농구선수 김영희
  - 대한민국의 법조인 김형기